# دومينيك غرينير
دومينيك غرينير هو سياسي كندي، ولد في 1931.